# اوزون‌گول
اوزون‌گول (انگلیسی: Uzungöl) یک دریاچه در استان ترابزون کشور ترکیه است.